# Sho Yano
Sho Yano (ur. 22 października 1990 w Portland, USA) − Amerykanin pochodzenia japońskiego i koreańskiego, genialne dziecko o ilorazie inteligencji wynoszącym 200 IQ. Gdy miał 8 lat zdobył 1500 na 1600 punktów w amerykańskim egzaminie SAT i w wieku 9 lat wstąpił na Loyola University Chicago i rozpoczął studia lekarskie.